# ريكي جيرمان
ريكي جيرمان (بالإنجليزية: Ricky German)‏ هو لاعب كرة قدم بريطاني في مركز الهجوم، ولد في 13 يناير 1999 في لندن في المملكة المتحدة. لعب مع نادي تشيسترفيلد.

## وصلات خارجية
- ريكي جيرمان على موقع قاعدة بيانات كرة القدم.إي يو (الإنجليزية)
- ريكي جيرمان على موقع ناشيونال فوتبول تيمز (الإنجليزية)
- ريكي جيرمان على موقع Soccerway.com (الإنجليزية)
- ريكي جيرمان على موقع عالم كرة القدم.نت (الإنجليزية)